# ليان كوبه
ليان كوبه (بالإنجليزية: Leanne Cope)‏ هي راقصة باليه بريطانية، وممثلة مسرحية.

## روابط خارجية
- ليان كوبه على موقع IMDb (الإنجليزية)
- ليان كوبه على موقع قاعدة بيانات برودواي على الإنترنت (الإنجليزية)
- ليان كوبه على موقع قاعدة بيانات الفيلم (الإنجليزية)